# Comportament gregar
Cu termenul Comportament gregar sau Comportament de turmă se descrie modul în care indivizii dintr-un determinat grup, pot acționa împreună, fără o direcție planificată. Acest termen se aplică pe de o parte comportamentului colectiv (în turme, în haite, stoluri etc) al animalelor, cât și, pe de altă parte, comportamentului uman pe durata vreuneia dintre situațiile și/sau activitățile/acțiunile trăite, cum ar fi: speculative himere financiare, manifestații stradale, evenimente sportive, reuniuni religioase, tulburări sociale, și,  inclusiv, luarea de decizii, emiterea și formarea opiniilor de toate zilele.

## Comportamentul gregar la animale
Un grup de animale care fuge de un prădător arată natura comportamentului gregar din ele însele. În articolul "Geometry For The Selfish Herd", biologul evoluționist⁠(d) W. D. Hamilton⁠(d) susține că fiecare individ membru al vreunui grup, reduce cu atât mai mult pericolul pentru sine însuși cu cât se ține cât mai aproape posibil de centrul acelui grup, împreună cu care fuge. Astfel, impresia prima (de suprafață) este că turma acționează ca o sincronizată unitate aflată în mișcare comună/colectivă/, dar în realitate, din propriul sau comportament reiese că e vorba de un comportament haotic al unor indivizi care caută același lucru; propria lor bunăstare.

## De văzut și,
- Anxietate
- Efectul Bandwagon⁠(d)
- Comportamentul colectiv
- Conștiința colectivă⁠(d)
- Lucrul în echipă⁠(d)
- Inteligența colectivă⁠(d)
- Psihologia maselor⁠(d)
- Frica
- Swarm intelligence
- Comportamentul de grup
- Gândirea de grup⁠(d)
- Ordinea spontană
- Isterie⁠(d)
- Meme
- Oclocracia
- Panică morală⁠(d)
- Propaganda